# Cathédrale de Wuzhou
La cathédrale de Wuzhou ( Mandarin : 梧州天主堂 Wúzhōu tiānzhǔtáng) est un édifice religieux et le siège du diocèse de Wuzhou (en) en Guangxi faisant lui-même partie de l'Archidiocèse de Nanning. Le poste d'administrateur (évêque de Wuzhou) de l'édifice est présentement vacant.